# Euchrysops lois
Euchrysops lois är en fjärilsart som beskrevs av Butler 1886. Euchrysops lois ingår i släktet Euchrysops och familjen juvelvingar. Inga underarter finns listade i Catalogue of Life.